# Société des designers graphiques du Canada
 (janvier 2023).
La société Professionnels du design du Canada (anglais : Design Professionals of Canada ou DesCan), anciennement la Société des designers graphiques du Canada (anglais : Society of Graphic Designers of Canada ou GDC), est une des trois organisations qui regroupent les professionnels du design graphique au Canada.
Cette société est une organisation regroupant des membres professionnels, enseignants, administrateurs, étudiants et autres associés dans les domaines connexes des communications, du marketing, des médias et d'autres domaines du graphisme.
Elle fut fondée en 1956 sous le nom de Society of Typographic Designers of Canada, et renommée en 1968 pour Society of Graphic Designers of Canada.
Officiellement bilingue, elle est basée à Ottawa et est affiliée à l'Icograda.